# Рон Паско
Рон Паско (англ. Ron Pasco; нар. 3 лютого 1972, Оттава, Онтаріо, Канада) — канадський хокеїст, нападник, нині тренер.

## Кар'єра гравця
Сввою кар'єру хокеїста розпочав у клубі НКАА, граючи за команду Політехнічного інституту Ренсселера, де виступав чотири сезони (1990 — 1994). Далі продовжив свої виступи у клубах Хокейної ліга Східного узбережжя «Грінсборо Монархс» та  «Таллахассі Тайгер Шаркс». Один сезон (1996/97) відіграв у складі збірної Канади.
У сезоні 1997/98 продовжив свою кар'єру в Європі, де уклав дворічний контракт з клубом «Адлер Мангейм». У складі «орлів» став триразовим чемпіоном Німеччини: 1998, 1999 та 2001. Сезон 1999/2000 провів у клубі «Кассель Хаскіс». Німецькій період Рон продовжив у «Кельнер Гайє», виступаючи у 2002/04 роках, а завершив виступи у чемпіонаті Німеччини 2004/05, відігравши сезон за «Швеннінгер Вайлд Вінгс».
Сезон 2005/06 розпочав у австрійському ХК «Філлах», а продовжив у данському «Редовре Майті Буллз».
Три сезони відіграв у нижчих дивізіонах чемпіонату Швеції у складі ХК «Троя-Юнгбю». Завершив свою кар'єру гравця у складі австрійського клубу «АТСЕ Грац»‎ у сезоні 2010/11.

## Кар'єра тренера
В 2011 році очолив молодіжну команду клуб «Кельнер Гайє», а вже 2014 стає помічником головного тренера «акул». 10 жовтня 2014 весь тренерський штаб подав у відставку через поганий старт у сезоні.
18 лютого 2016 року Рон призначений помічником головного тренера клубу «Адлер Мангейм» і залишався на цій посаді до кінця сезону 2015–16. З 5 липня 2016 року асистент головного тренера клубу «Динамо» (Мінськ) і пробув до кінця сезону 2016–17.
8 лютого 2018 року Паско призначений помічником тренера «Лозанна».
14 червня 2019 року Паско знову приєднався до «Кельнер Гайє» як  асистент гоовного тренера.
З 21 січня 2020 року канадець головний тренер національної збірної Литви.

## Нагороди та досягнення
- Чемпіон Німеччини у складі «Адлер Мангейм» — 1998, 1999, 2001

## Статистика
| Сезон      | Клуб                              | Ліга       | Регулярний сезон | Регулярний сезон | Регулярний сезон | Регулярний сезон | Регулярний сезон | Плей-оф | Плей-оф | Плей-оф | Плей-оф | Плей-оф |
| Сезон      | Клуб                              | Ліга       | І                | Г                | П                | О                | ШХ               | І       | Г       | П       | О       | ШХ      |
| ---------- | --------------------------------- | ---------- | ---------------- | ---------------- | ---------------- | ---------------- | ---------------- | ------- | ------- | ------- | ------- | ------- |
| 1990/91    | Політехнічний інститут Ренсселера | НКАА       | 20               | 1                | 2                | 3                | 33               |         |         |         |         |         |
| 1991/92    | Політехнічний інститут Ренсселера | НКАА       | 33               | 12               | 23               | 35               | 34               |         |         |         |         |         |
| 1992/93    | Політехнічний інститут Ренсселера | НКАА       | 35               | 14               | 12               | 26               | 96               |         |         |         |         |         |
| 1993/94    | Політехнічний інститут Ренсселера | НКАА       | 35               | 17               | 40               | 57               | 82               |         |         |         |         |         |
| 1994/95    | Грінсборо Монархс                 | ECHL       | 18               | 3                | 8                | 11               | 32               |         |         |         |         |         |
| 1994/95    | Таллахассі Тайгер Шаркс           | ECHL       | 36               | 11               | 30               | 41               | 63               | 13      | 8       | 6       | 14      | 22      |
| 1995/96    | Таллахассі Тайгер Шаркс           | ECHL       | 48               | 22               | 29               | 51               | 123              | 3       | 0       | 0       | 0       | 2       |
| 1995/96    | Юта Грізліс                       | ІХЛ        | 6                | 2                | 0                | 2                | 12               | –       | –       | –       | –       | –       |
| 1997/98    | «Адлер Мангейм»                   | DEL        | 24               | 2                | 6                | 8                | 68               | 10      | 1       | 3       | 4       | 18      |
| 1998/99    | «Адлер Мангейм»                   | DEL        | 47               | 7                | 13               | 20               | 60               | 12      | 2       | 2       | 4       | 34      |
| 1999/00    | «Кассель Хаскіс»                  | DEL        | 55               | 12               | 31               | 43               | 91               | 8       | 1       | 1       | 2       | 14      |
| 2000/01    | «Адлер Мангейм»                   | DEL        | 57               | 17               | 16               | 33               | 67               | 12      | 0       | 3       | 3       | 14      |
| 2001/02    | «Адлер Мангейм»                   | DEL        | 29               | 8                | 7                | 15               | 30               | 12      | 1       | 3       | 4       | 32      |
| 2002/03    | Кельнер Гайє                      | DEL        | 30               | 5                | 6                | 11               | 51               | 15      | 1       | 2       | 3       | 30      |
| 2003/04    | Кельнер Гайє                      | DEL        | 52               | 5                | 14               | 19               | 56               | –       | –       | –       | –       | –       |
| 2004/05    | «Швеннінгер Вайлд Вінгс»          | 2.БЛ       | 18               | 3                | 14               | 17               | 56               | 7       | 1       | 4       | 5       | 14      |
| 2005/06    | ХК «Філлах»                       | Австрія    | 17               | 4                | 8                | 12               | 28               | –       | –       | –       | –       | –       |
| 2005/06    | ХК «Редовре Майті Буллз»          | ДАН        | 10               | 8                | 2                | 10               | 28               | 5       | 1       | 4       | 5       | 24      |
| 2007/08    | ХК «Троя-Юнгбю»                   | Шве3       | 30               | 22               | 21               | 43               | 82               | –       | –       | –       | –       | –       |
| 2008/09    | ХК «Троя-Юнгбю»                   | Шве2       | 34               | 7                | 15               | 22               | 84               | –       | –       | –       | –       | –       |
| 2009/10    | ХК «Троя-Юнгбю»                   | Шве2       | 52               | 9                | 21               | 30               | 84               | –       | –       | –       | –       | –       |
| 2010/11    | АТСЕ Грац                         | Австрія2   | 14               | 1                | 10               | 11               | 16               | 7       | 4       | 0       | 4       | 14      |
| НКАА разом | НКАА разом                        | НКАА разом | 123              | 44               | 77               | 121              | 245              |         |         |         |         |         |
| ХЛСУ разом | ХЛСУ разом                        | ХЛСУ разом | 102              | 36               | 67               | 103              | 218              | 16      | 8       | 6       | 14      | 24      |
| DEL разом  | DEL разом                         | DEL разом  | 294              | 56               | 93               | 149              | 423              | 69      | 6       | 14      | 20      | 142     |